# 13. etape af Vuelta a España 2020
13. etape af Vuelta a España 2020 var en 33,7 km lang bjergenkeltstart, som blev kørt den 3. november 2020 med start i Muros og mål i Mirador de Ézaro.
For at undgå spredning af COVID-19, var etapens stigninger lukket af for tilskuere. På det tidspunkt var over 1.000.000 spaniere blevet smittet med virussen under coronaviruspandemien.

## Resultater

### Etaperesultat
| \| Etaperesultat \| Etaperesultat \| Etaperesultat \| Etaperesultat \| Etaperesultat \| \| Rytter \| Rytter \| Hold \| Tid \| \| \| ------------- \| ---------------- \| --------------------- \| ------------- \| ------------- \| \| 1. \| Primož Roglič \| Jumbo-Visma \| 46' 39" \| \| \| 2. \| Will Barta \| CCC Team \| + 1" \| \| \| 3. \| Nelson Oliveira \| Movistar Team \| + 10" \| \| \| 4. \| Hugh Carthy \| EF Pro Cycling \| + 25" \| \| \| 5. \| Bruno Armirail \| Groupama-FDJ \| + 41" \| \| \| 6. \| Mattia Cattaneo \| Deceuninck-Quick Step \| + 46" \| \| \| 7. \| Richard Carapaz \| Ineos Grenadiers \| + 49" \| \| \| 8. \| Rémi Cavagna \| Deceuninck-Quick Step \| + 58" \| \| \| 9. \| David de la Cruz \| UAE Team Emirates \| + 59" \| \| \| 10. \| Jasha Sütterlin \| Team Sunweb \| + 1' 07" \| \| |                  |                       |          |
| |                  |                       |          |
| Kilde: ProCyclingStats |                  |                       |          |
| Etaperesultat |                  |                       |          |
| Rytter | Rytter           | Hold                  | Tid      |
| 1. | Primož Roglič    | Jumbo-Visma           | 46' 39"  |
| 2. | Will Barta       | CCC Team              | + 1"     |
| 3. | Nelson Oliveira  | Movistar Team         | + 10"    |
| 4. | Hugh Carthy      | EF Pro Cycling        | + 25"    |
| 5. | Bruno Armirail   | Groupama-FDJ          | + 41"    |
| 6. | Mattia Cattaneo  | Deceuninck-Quick Step | + 46"    |
| 7. | Richard Carapaz  | Ineos Grenadiers      | + 49"    |
| 8. | Rémi Cavagna     | Deceuninck-Quick Step | + 58"    |
| 9. | David de la Cruz | UAE Team Emirates     | + 59"    |
| 10. | Jasha Sütterlin  | Team Sunweb           | + 1' 07" |

### Klassement efter etapen
| \| Samlede stilling \| Samlede stilling \| Samlede stilling \| Samlede stilling \| Samlede stilling \| \| Rytter \| Rytter \| Hold \| Tid \| \| \| ---------------- \| ------------------- \| ---------------------- \| ---------------- \| ---------------- \| \| 1. \| Primož Roglič \| Jumbo-Visma \| 49t 16' 16" \| \| \| 2. \| Richard Carapaz \| Ineos Grenadiers \| + 39" \| \| \| 3. \| Hugh Carthy \| EF Pro Cycling \| + 47" \| \| \| 4. \| Daniel Martin \| Israel Start-Up Nation \| + 1' 42" \| \| \| 5. \| Enric Mas \| Movistar Team \| + 3' 23" \| \| \| 6. \| Wout Poels \| Bahrain McLaren \| + 6' 15" \| \| \| 7. \| Felix Großschartner \| Bora-Hansgrohe \| + 7' 14" \| \| \| 8. \| Alejandro Valverde \| Movistar Team \| + 8' 39" \| \| \| 9. \| Aleksandr Vlasov \| Astana \| + 8' 48" \| \| \| 10. \| David de la Cruz \| UAE Team Emirates \| + 9' 23" \| \| |                     |                        |             |
| |                     |                        |             |
| Kilde: ProCyclingStats |                     |                        |             |
| Samlede stilling |                     |                        |             |
| Rytter | Rytter              | Hold                   | Tid         |
| 1. | Primož Roglič       | Jumbo-Visma            | 49t 16' 16" |
| 2. | Richard Carapaz     | Ineos Grenadiers       | + 39"       |
| 3. | Hugh Carthy         | EF Pro Cycling         | + 47"       |
| 4. | Daniel Martin       | Israel Start-Up Nation | + 1' 42"    |
| 5. | Enric Mas           | Movistar Team          | + 3' 23"    |
| 6. | Wout Poels          | Bahrain McLaren        | + 6' 15"    |
| 7. | Felix Großschartner | Bora-Hansgrohe         | + 7' 14"    |
| 8. | Alejandro Valverde  | Movistar Team          | + 8' 39"    |
| 9. | Aleksandr Vlasov    | Astana                 | + 8' 48"    |
| 10. | David de la Cruz    | UAE Team Emirates      | + 9' 23"    |

#### Pointkonkurrencen
| Pointkonkurrence | Pointkonkurrence    | Pointkonkurrence       | Pointkonkurrence | Pointkonkurrence |
| Rytter           | Rytter              | Hold                   | Point            |                  |
| ---------------- | ------------------- | ---------------------- | ---------------- | ---------------- |
| 1.               | Primož Roglič       | Jumbo-Visma            | 172 point        |                  |
| 2.               | Richard Carapaz     | Ineos Grenadiers       | 113 point        |                  |
| 3.               | Daniel Martin       | Israel Start-Up Nation | 103 point        |                  |
| 4.               | Hugh Carthy         | EF Pro Cycling         | 89 point         |                  |
| 5.               | Guillaume Martin    | Cofidis                | 74 point         |                  |
| 6.               | Enric Mas           | Movistar Team          | 66 point         |                  |
| 7.               | Felix Großschartner | Bora-Hansgrohe         | 60 point         |                  |
| 8.               | Marc Soler          | Movistar Team          | 57 point         |                  |
| 9.               | Aleksandr Vlasov    | Astana                 | 57 point         |                  |
| 10.              | Michael Woods       | EF Pro Cycling         | 52 point         |                  |

#### Bjergkonkurrencen
| Bjergkonkurrence | Bjergkonkurrence | Bjergkonkurrence       | Bjergkonkurrence | Bjergkonkurrence |
| Rytter           | Rytter           | Hold                   | Point            |                  |
| ---------------- | ---------------- | ---------------------- | ---------------- | ---------------- |
| 1.               | Guillaume Martin | Cofidis                | 76 point         |                  |
| 2.               | Richard Carapaz  | Ineos Grenadiers       | 30 point         |                  |
| 3.               | Sepp Kuss        | Jumbo-Visma            | 27 point         |                  |
| 4.               | Primož Roglič    | Jumbo-Visma            | 24 point         |                  |
| 5.               | Tim Wellens      | Lotto-Soudal           | 22 point         |                  |
| 6.               | Hugh Carthy      | EF Pro Cycling         | 21 point         |                  |
| 7.               | Daniel Martin    | Israel Start-Up Nation | 20 point         |                  |
| 8.               | Aleksandr Vlasov | Astana                 | 18 point         |                  |
| 9.               | Michael Storer   | Team Sunweb            | 17 point         |                  |
| 10.              | Michael Woods    | EF Pro Cycling         | 16 point         |                  |

#### Bedste unge rytter
| Ungdomskonkurrence | Ungdomskonkurrence  | Ungdomskonkurrence    | Ungdomskonkurrence | Ungdomskonkurrence |
| Rytter             | Rytter              | Hold                  | Tid                |                    |
| ------------------ | ------------------- | --------------------- | ------------------ | ------------------ |
| 1.                 | Enric Mas           | Movistar Team         | 49t 19' 39"        |                    |
| 2.                 | Aleksandr Vlasov    | Astana                | + 5' 25"           |                    |
| 3.                 | David Gaudu         | Groupama-FDJ          | + 7' 22"           |                    |
| 4.                 | Georg Zimmermann    | CCC Team              | + 35' 17"          |                    |
| 5.                 | Will Barta          | CCC Team              | + 40' 48"          |                    |
| 6.                 | Gino Mäder          | NTT Pro Cycling       | + 42' 21"          |                    |
| 7.                 | Kobe Goossens       | Lotto-Soudal          | + 42' 32"          |                    |
| 8.                 | Clément Champoussin | AG2R La Mondiale      | + 1t 09' 48"       |                    |
| 9.                 | Andrea Bagioli      | Deceuninck-Quick Step | + 1t 13' 15"       |                    |
| 10.                | Juan Pedro López    | Trek-Segafredo        | + 1t 17' 28"       |                    |

#### Holdkonkurrencen
| Holdkonkurrence | Holdkonkurrence   | Holdkonkurrence | Holdkonkurrence |
| Hold            | Hold              | Tid             |                 |
| --------------- | ----------------- | --------------- | --------------- |
| 1.              | Movistar Team     | 148t 09' 15"    |                 |
| 2.              | Jumbo-Visma       | + 3' 50"        |                 |
| 3.              | Astana            | + 33' 52"       |                 |
| 4.              | UAE Team Emirates | + 50' 29"       |                 |
| 5.              | Mitchelton-Scott  | + 54' 40"       |                 |
| 6.              | Cofidis           | + 1t 19' 16"    |                 |
| 7.              | Ineos Grenadiers  | + 1t 53' 15"    |                 |
| 8.              | Groupama-FDJ      | + 2t 15' 33"    |                 |
| 9.              | CCC Team          | + 2t 20' 19"    |                 |
| 10.             | EF Pro Cycling    | + 2t 27' 41"    |                 |